# CC Gladsaxe
CC Gladsaxe er en cykelklub der med cykelhandler Ferdinand Madsen som initiativtager blev stiftet 22. august 1909 under navnet Clubben Cyclisten som en cykelklub for Frederiksberg-Vanløse-området på et tidspunkt hvor der i København var 2-3 cykelklubber.